# Henri Bierna
Henri Bierna (Liegi, 2 settembre 1910 – 4 ottobre 1944) è stato un calciatore belga, di ruolo centrocampista.

## Carriera

### Club
Ha sempre giocato nel campionato belga, indossando la maglia del RFC Liegi dal 1926 al 1939.

### Nazionale
Ha rappresentato la propria nazionale alle Olimpiadi di Amsterdam 1928.